# 옐마렌호

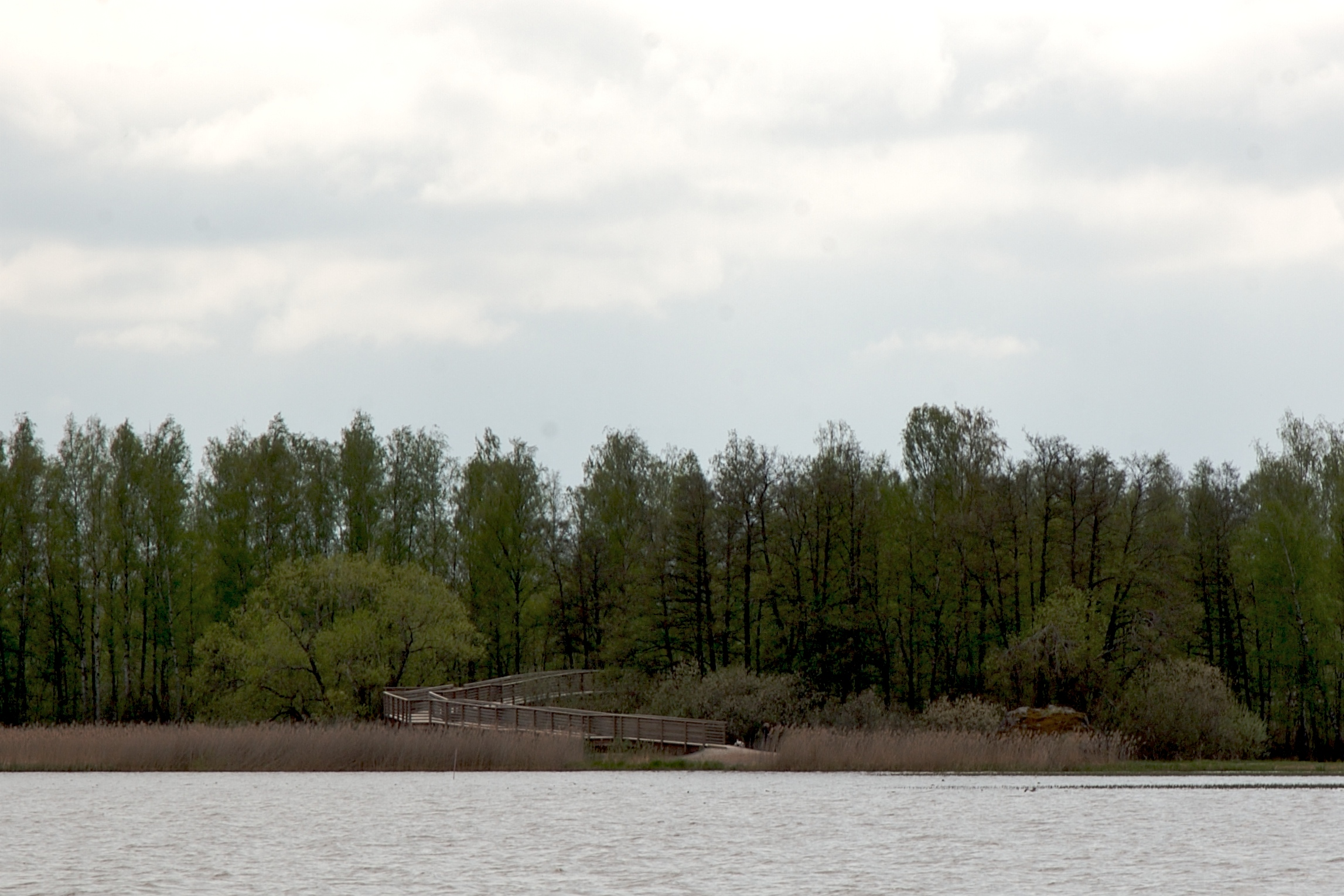
옐마렌 호

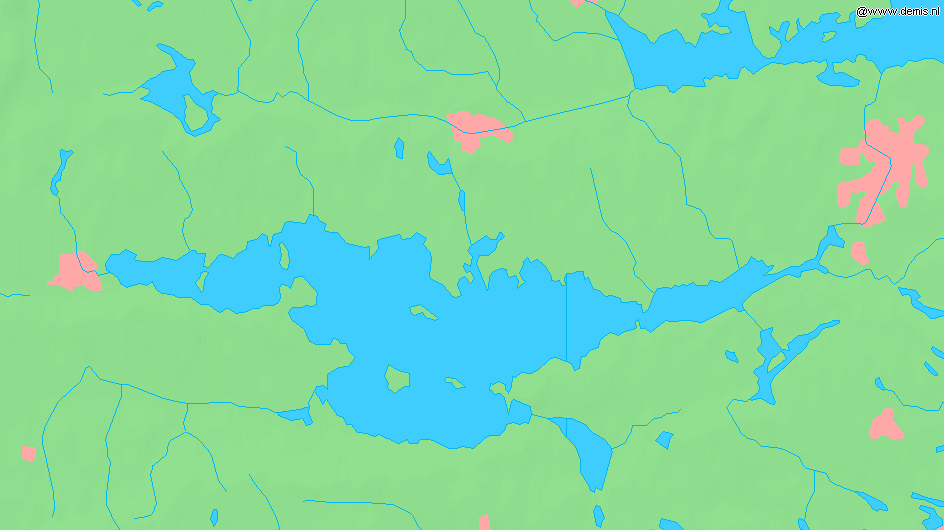
옐마렌 호 지도

옐마렌 호(스웨덴어: Hjälmaren)는 스웨덴 중부 저지대에 위치한 호수로 최대 길이는 58km, 최대 너비는 18km, 수면적은 483km2, 평균 수심은 6.2m, 최대 수심은 20m이다.
스웨덴에서 4번째로 큰 호수이며 멜라렌호와 발트해를 흐르는 지점과 접하며 스웨덴의 수도인 스톡홀름과는 옐마렌 운하를 통해 연결되어 있다. 옐마렌 호 서안에는 외레브로라는 도시가 위치한다. 호반에서는 스웨덴의 대표적인 음악제가 열린다.